# Casinaria formosana
Casinaria formosana là một loài tò vò trong họ Ichneumonidae.